# Margaret de Lacy, Countess of Lincoln

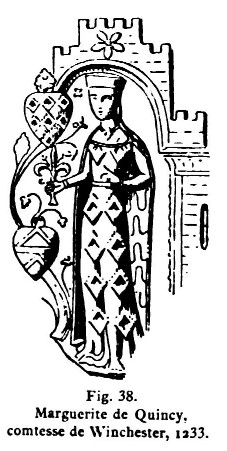
Margaret de Quincy. Darstellung um 1880

Margaret de Lacy, Countess of Lincoln (* um 1206; † März 1266 in Hamstead Marshall), war eine englische Adlige.

## Herkunft und Ehe mit John de Lacy
Sie wurde als Margaret de Quincy als Tochter von Robert de Quincy († 1217), dem ältesten Sohn von Saer de Quincy, 1. Earl of Winchester, und von Hawise, einer Schwester von Ranulph de Blondeville, 4. Earl of Chester geboren. Nach dem Tod ihres Großvaters 1219 war sie theoretisch Erbin des Titels Earl of Winchester, doch tatsächlich erbte ihr Onkel Roger de Quincy den Titel. Margaret wurde vor dem 21. Juni 1221 mit dem reichen Baron John de Lacy, Constable of Chester verheiratet. Ihr Mann verübelte vermutlich dem Justitiar Hubert de Burgh, dass Margeret nicht Erbin des Titels Earl of Winchester geworden war, jedenfalls blieb er bis zu dessen Sturz 1232 sein Gegner. 1232 erbte Margaret jedoch nach dem Tod ihres Onkels Ranulph of Chester über ihre Mutter Hawise den Titel Countess of Lincoln, der dann im November auf ihren Mann übertragen wurde.

## Ehe mit Walter Marshal
Ihr Mann starb 1240, als Wittum erhielt sie am 2. Januar 1241 zur lebenslangen Nutzung ein Drittel der Güter ihres Mannes, wodurch sie jährliche Einkünfte in Höhe von etwa £ 315 hatte. Dazu erbte sie nach dem Tod ihrer Mutter 1243 die Herrschaft Bolingbroke und schließlich noch 1264, nachdem ihr Onkel Roger ohne männliche Nachkommen gestorben war, Teile der Ländereien der Familie ihres Vaters in Dorset. Als wohlhabende Witwe heiratete sie 1242 Walter Marshal, 5. Earl of Pembroke. Die Ehe blieb kinderlos, ihr Mann starb 1245. Nur wenige Tage später starb sein Bruder Anselm, so dass die Familie Marshal in männlicher Linie erlosch. Der reiche Familienbesitz, der jährliche Einkünfte in Höhe von über £ 2000 einbrachte, musste nun unter den fünf Schwestern ihres Mannes bzw. deren Nachkommen aufgeteilt werden, dazu hatte Margaret wie auch zwei andere Witwen der Marshal-Brüder Anspruch auf ein Wittum. Margaret erhielt zur lebenslangen Nutzung fünf reiche Güter in England, darunter Hamstead Marshall, den Stammsitz der Familie Marshal, sowie Caversham in Berkshire, doch die endgültige Aufteilung des Erbes führte zu langwierigen Streitereien.
Zwischen dem Tod ihres ersten Mannes 1240 und ihrer erneuten Heirat mit Walter Marshal verfasste sie wahrscheinlich Les reules Seynt Roberd, eine Anweisung für eine gute Verwaltung der Besitzungen der Countess of Lincoln, als Vorbild diente ihr dabei ein Werk von Bischof Robert Grosseteste von Lincoln, das dieser für die Verwaltung seiner Diözese geschrieben hatte.

## Späteres Leben
Neben ihrer ererbten Herrschaft Bolingbroke besaß Margaret nun die Wittum aus ihren beiden Ehen, die sie selbst verwaltete. Nach dem Tod ihres zweiten Mannes heiratete sie nicht erneut, die mehrfach behauptete, vor 1252 erfolgte Heirat mit einem nicht näher identifizierten Richard of Wiltshire beruht wahrscheinlich auf einen missgedeuteten Urkundeneintrag. Sie wurde eine Freundin von Königin Eleonore, die sie ab 1247 gegen die Halbbrüder König Heinrichs, die Lusignans, unterstützte. Ihr Sohn Edmund heiratete eine italienische Verwandte der Königin. Dazu arrangierte sie 1257 mit Simon de Montfort, Hugh le Despenser und Walter de Ludham die Heirat ihres Enkels Henry mit Margaret Longespée, der ältesten Enkelin und Miterbin von William Longespée of Salisbury. Nachdem ihr Sohn Edmund 1258 gestorben war, übertrug ihr der König im August 1258 für die Minderjährigkeit ihres Enkels Henry mit die Verwaltung von dessen Erbe. Während des Zweiten Kriegs der Barone unterstützte sie den König und die Königin. Dabei duldete sie nicht, dass ihre Vasallen Partei für die Barone gegen den König ergriffen. Die Ländereien von zwei ihrer Vasallen, die auf Seiten der Barone kämpften, ließ sie besetzen.
Sie wurde in der Kirche des Johanniterordens in Clerkenwell begraben, wo auch schon ihr Vater beigesetzt worden war.

## Nachkommen
Sie hatte mit John de Lacy mindestens einen Sohn und drei Töchter, darunter
- Maud de Lacy (1223–1289) ⚭ Richard de Clare
- Edmund de Lacy (um 1230–1258)